# Jebus (Kumpeh)
Jebus is een bestuurslaag in het regentschap Muaro Jambi van de provincie Jambi, Indonesië. Jebus telt 627 inwoners (volkstelling 2010).